# نکستون
نکستون (انگلیسی: Nexton) شرکت بازی ویدئویی ژاپنی است، که در سال ۱۹۹۳ تأسیس شد.